# Muratpaşa

Die Lage von Muratpaşa innerhalb von Antalya

Muratpaşa ist ein Landkreis (İlçe) der türkischen Provinz Antalya und zusammen mit der Kreisstadt Finike gleichzeitig ein Stadtbezirk der 1993 geschaffenen Büyükşehir belediyesi Antalya (Großstadtgemeinde/Metropolprovinz). Der Landkreis liegt im Süden der Provinzhauptstadt und grenzt im Westen an Konyaaltı, im Osten an Aksu, im Norden an Kepez und im Süden bildet das Mittelmeer eine natürlich Grenze.